# Buteni
Buteni (en hongrois : Körösbökény, en allemand : Buten) est une commune du județ d'Arad, Roumanie qui compte 3 403 habitants.
La commune est composée de 4 villages : Berindia, Buteni, Cuied et Păulian.

## Culture
D'après le recensement de 2011, la commune compte 3 403 habitants, en baisse par rapport au recensement de 2002 où elle en comptait 3 472.